# Leptotarsus (Macromastix) montanus
Leptotarsus (Macromastix) montanus is een tweevleugelige uit de familie langpootmuggen (Tipulidae). De soort komt voor in het Australaziatisch gebied.